# Жабокреки
Жабокреки (слч. Žabokreky) насељено је мјесто са административним статусом сеоске општине (слч. obec) у округу Мартин, у Жилинском крају, Словачка Република.

## Становништво
| Година:    | 1994. | 2004.   | 2014.   | 2024. |
| ---------- | ----- | ------- | ------- | ----- |
| Број људи: | 1084  | 1111    | 1208    | 1208  |
| Разлика:   |       | +2,49 % | +8,73 % | +0 %  |

| Година:    | 2023. | 2024.   |
| ---------- | ----- | ------- |
| Број људи: | 1194  | 1208    |
| Разлика:   |       | +1,17 % |

Према подацима о броју становника из 2011. године насеље је имало 1.174 становника.